# 塩田亀吉
塩田 亀吉（鹽田 龜吉、しおた かめきち、1873年〈明治6年〉12月17日 - 没年不明）は、日本の醸造家、実業家。内海醤油、内海汽船、小豆島自動車、森木材各社長。丸金醤油、森木材各取締役。族籍は香川県平民。

## 人物
香川県・鹽田與平の長男。1894年、家督を相続する。醤油醸造業を営む。会社の重役である。
宗教は真宗。趣味は釣り。住所は香川県小豆郡苗羽村苗羽（のち内海町、現小豆島町）。

## 家族・親族
塩田家
- 父・與平[1][6]
- 母・サト（1841年 - ?、香川、久留島丈五郎の二女）[5]
- 妻・トキエ（1879年 - ?、香川、平坂柳吉の長女）[1][2][6]
- 養子[1][4]
- 娘[1][4]
- 孫[1][4]